# جيسوبالينا
جيسوبالينا (بالإيطالية: Gessopalena)‏ هي بلدية في مقاطعة كييتي في إقليم أبروتسو الإيطالي.

## السكان
في سنة 1861 بلغ عدد السكان 3٬381 نسمة، وتطور العدد ليصل في سنة 2011 لـ 1٬550 نسمة.
يظهر هذا المخطط البياني تطور النمو السكاني لـ جيسوبالينا